# Automeris chacona
Automeris chacona är en fjärilsart som beskrevs av Max Wilhelm Karl Draudt 1929. Automeris chacona ingår i släktet Automeris och familjen påfågelsspinnare. Inga underarter finns listade i Catalogue of Life.